# Bouclier de Thuringe
Pour les articles homonymes, voir Thuringe (homonymie).

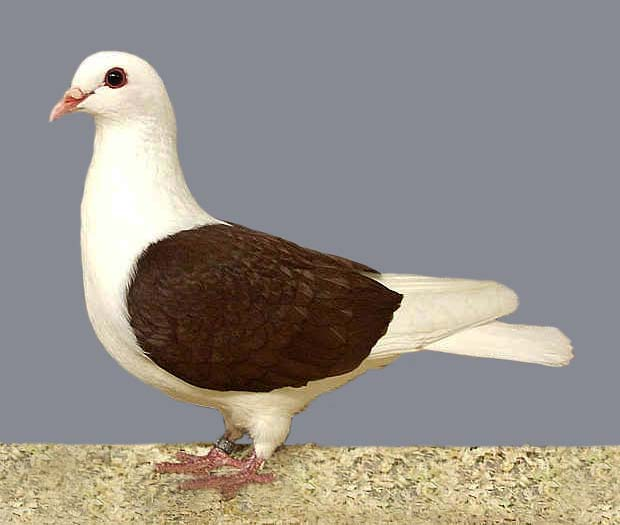
Bouclier de Thuringe de variété rouge.

Le bouclier de Thuringe (Thüringer Schildtaube) est une race de pigeon domestique originaire d'Allemagne. Elle est classée dans la catégorie des pigeons de couleur.

## Histoire
Le bouclier de Thuringe est originaire des régions forestières de Thuringe et des Monts Métallifères. Le pigeon bouclier à pattes nues est à l'origine des autres races de pigeons ayant un dessin de bouclier sur les ailes. Les premières descriptions valides de la race datent du début des années 1900. Certains sont classés dans les pigeons de couleur de Saxe ou de Bohême. Les pigeons à pattes nues et à tête non huppées, ayant un dessin de bouclier à couleur laquée et un cercle rouge autour des yeux, forment le bouclier de velours de Franconie. Les autres pigeons bouclier n'ayant pas ces caractéristiques appartiennent aux pigeons de couleur de Thuringe, comme par exemple l'hirondelle de Thuringe.

## Description
Le bouclier de Thuringe est un pigeon élégant plutôt de grande taille avec la poitrine et le dos larges. Son cou est bien puissant. Sa tête est arrondie avec un bec fort. Le dessin du bouclier sur les ailes doit être large et ovale. La même couleur se retrouve sur la ligne du dos reliant les ailes. Le reste du corps est blanc.

### Races domestiques originaires de Thuringe
- Âne de la forêt de Thuringe
- Barbu de Thuringe
- Chamois de Thuringe
- Chèvre de Thuringe
- Hirondelle de Thuringe
- Selle de Thuringe